# 도버 백악절벽

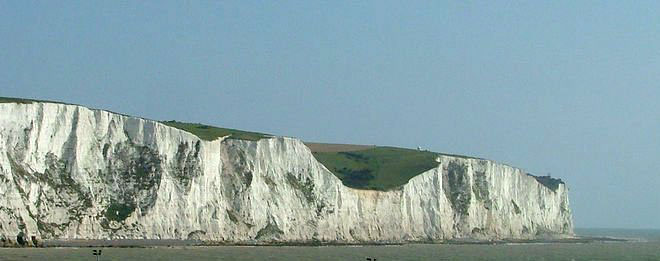

도버 백악절벽(도버 白堊絶壁 ; White Cliffs of Dover)은 도버 해협의 잉글랜드 쪽 해안에 형성된 절벽이다. 절벽 높이는 350 피트(110 미터)에 달하며, 절벽이 온통 새하얀 백악으로 이루어져 있는데 그 위에 검은색 수석 노두가 악센트를 주어 매우 특이한 모습을 연출한다. 절벽은 고대로부터 지금까지 잉글랜드의 중요한 항구로 사용되는 켄트 도버의 동부에서 서부까지 걸쳐 있다.
백악절벽은 영국해협의 가장 좁은 부분을 통해 유럽 대륙을 바라보고 있다. 이 부분을 통해 영국에 대한 대륙의 침입이 이루어져 왔기에, 백악절벽은 브리튼의 상징적 방어벽으로서 엄청난 역사적 상징적 의미를 지니고 있다. 또한 항공여행이 가능해지기 전에는 도버 횡단이 유럽 대륙과 브리튼을 이어주는 가장 주요한 통로였기에 백악절벽은 잉글랜드 여행자들이 처음이자 마지막으로 구경하게 되는 곳이었다.

## 같이 보기
- 알비온